# Théâtre académique d'opéra et de ballet (Samara)
Pour les articles homonymes, voir Théâtre académique d'opéra et de ballet.
Résidence
Le théâtre académique d'opéra et de ballet de Samara Dmitri Chostakovitch (russe : Самарский академический театр оперы и балета им. Д. Д. Шостаковича) se trouve à Samara (Russie) dans la région de la Volga. Il a été fondé en 1931, ouvrant sa première saison avec l'opéra de Moussorgski, Boris Godounov. La troupe de ballet, quant à elle, a été fondée en 1933. Le théâtre a reçu l'épithète honorifique d'« académique » en 1982. En 2022, il prend le nom de « Chostakovitch Opéra Ballet ».

## Historique
Le théâtre a ouvert ses portes le 1er juin 1931 avec l'opéra Boris Godounov. De grands noms de l'époque se trouvent à sa source, comme le compositeur et chef d'orchestre Anton Eichenwaldt, les chefs d'orchestre Ary Pazovsky (1887-1953) et Isidore Zak (1909-1998), etc. Des chanteurs comme Alexandre Donski, Natalia Spiller (1909-1995) ou Larissa Boreïko s'y produisirent. Evguenia Lopoukhova (qui fit partie de la troupe de Diaghilev à Paris), issue du théâtre Mariinsky, fut la première directrice de la troupe du ballet. Parmi les maîtres de ballet, il y eut Natalia Danilova (1905-1985), ancienne élève d'Agrippina Vaganova, Alla Chelest (1919-1998), ou Nikita Dolgouchine (1938-2012).
Dans les années 1930, le répertoire du théâtre se composait des grands opéras de Tchaïkovski, de Glinka, de Rimski-Korsakov, de Borodine, de Dargomyjski, de Rossini, de Verdi, de Puccini, etc., et des ballets de Tchaïkovski, Léon Minkus ou Adam (Giselle); mais il y eut également nombre de représentations d'œuvres contemporaines, comme la création de l'opéra La Steppe d'Anton Eichenwaldt, ou les opéras Tania de Gustav Kreitner (1903-1958) et La Mégère apprivoisée de Vissarion Chebaline (1902-1963).
Pendant la Grande Guerre patriotique, le théâtre du Bolchoï est évacué à Samara (nommée alors Kouïbychev) et de grands noms se produisent à l'Opéra, comme Ivan Kozlovski, Maxime Mikhaïlov, Mark Reisen, Valeria Barsova, Natalia Spiller, Olga Lepechinskaïa, et les chefs d'orchestre Samuel Samossoud, Youri Fayer, et Alexandre Melik-Pachaïev.
Un événement historique se produit lorsqu'on y joue pour la première fois en public la symphonie n° 7 de Chostakovitch le 5 mars 1942 sous la baguette de Samuel Samossoud. Chostakovitch était évacué depuis octobre 1941 à Kouïbychev avec sa famille et y composa ce chef-d'œuvre dédié à la ville de Léningrad assiégée. En souvenir de cette période d'évacuation, les artistes du Bolchoï se produisent régulièrement ici. Pour le soixantième anniversaire de la victoire en 2005, leur tournée à Samara a rencontré un succès inoubliable avec la symphonie n°7 de Chostakovitch, le ballet Le Ruisseau limpide de Chostakovitch, le Boris Godounov de Moussorgski, des concerts de solistes et d'instruments à vent.
Les programmes de l'après-guerre révèlent un répertoire allant de grands classiques à des chefs-d'œuvre ou des expériences oubliés. On y donne Médée de Cherubini ou Le Mariage secret de Cimarosa, comme des œuvres peu jouées des auteurs russes de la fin du XIXe siècle ou des œuvres de Stravinsky et de Busoni. Plus récemment certains spectacles ont rencontré un grand écho, comme Mozart et Salieri de Rimski-Korsakov, Mavra de Stravinsky, La Servante maîtresse de Pergolèse, Eugène Onéguine de Tchaïkovski, Rigoletto de Verdi, Madame Butterfly de Puccini, etc.
Le théâtre collabore activement avec d'autres théâtres d'opéra et de ballet de Russie et se produit en tournée à l'étranger (surtout en Allemagne et en Italie) ou dans d'autres villes de Russie.
Au cours de l'année 2022, une stratégie de ''rebranding'' consistant, d'une part, à faire porter le nom de Chostakovitch au théâtre, et, d'autre part, à adopter un nouveau logo et une nouvelle dénomination pour ce lieu (devenant le "Chostakovitch Opéra Ballet") a été déployée par les équipes du théâtre.

## Festivals
Le théâtre académique d'opéra et de ballet de Samara est le cadre de plusieurs festivals au cours de l'année, dont le festival de ballet classique « Alla Chelest » (qui fait partie de l'Association des festivals européens), le festival des « Basses du XXIe siècle », les « Cinq soirées de Togliatti » et le festival international d'opéra « Irina Arkhipova ».

## Notes et références

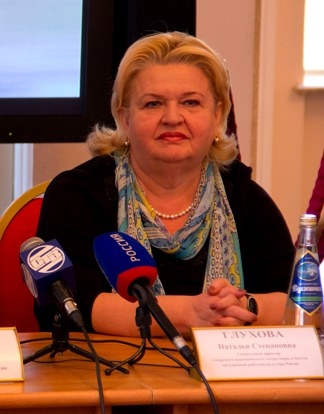
Natalia Gloukhova, directrice générale du théâtre (2012-2019).

## Source
- (ru) Cet article est partiellement ou en totalité issu de l’article de Wikipédia en russe intitulé « Самарский академический театр оперы и балета » (voir la liste des auteurs).